# 耳形肋毛蕨
耳形肋毛蕨（学名：Ctenitis sacholepis）为叉蕨科肋毛蕨属下的一个种。

## 扩展阅读
維基物種上的相關：耳形肋毛蕨